# Mare Spumans

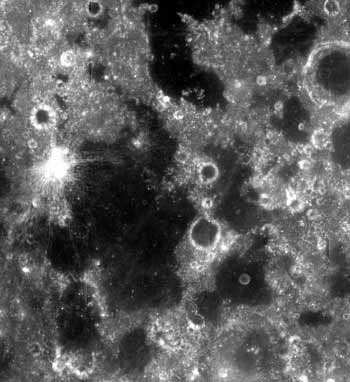
Mare Spumans en de heldere stralenkrater Petit

Mare Spumans (Latijn: Zee van het schuim) is een mare op de Maan. Mare Spumans ligt niet ver van de oostelijke rand van de (vanaf de Aarde) zichtbare equatoriale kant van de Maan, ten zuiden van Mare Undarum. Net als Mare Undarum is Mare Spumans gevormd in de buitenste delen van het inslagbekken van Mare Crisium. De inslagkrater Apollonius W (Petit) ligt aan de westelijke rand van de mare. Deze krater heeft een goed ontwikkeld straalsysteem.
Het inslagbekken van Mare Crisium werd in het Nectarium-tijdperk gevormd, terwijl het vloedbasalt uit het Laat Imbrium komt.

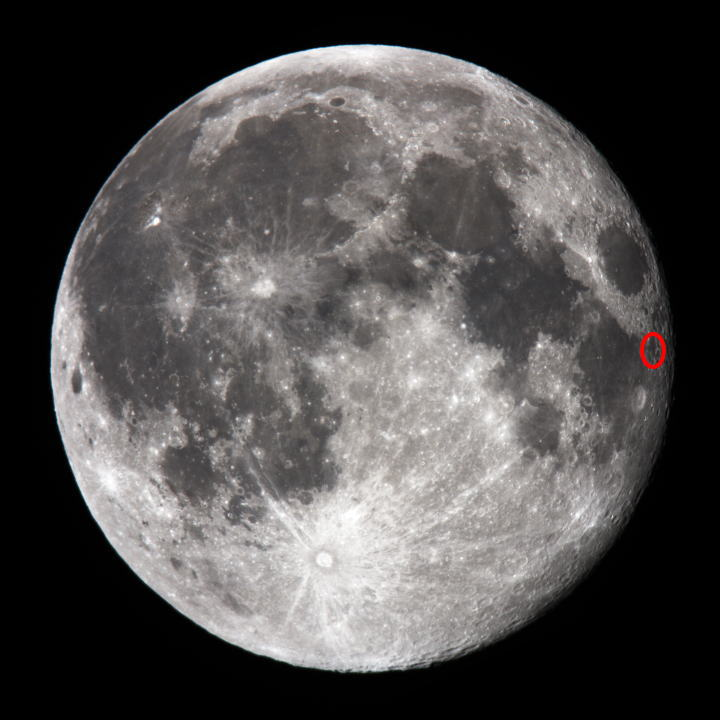
De locatie van Mare Spumans

## Naamgeving
De benaming Mare Spumans is afkomstig van de Duitse astronoom en selenograaf Julius Heinrich Franz (1847-1913) . Eerder gaven Michael van Langren en Johannes Hevelius er respectievelijk de benamingen Regius Fluvius  en Paludes Amarae  aan.

## Lunar Topographic Orthophotomaps (LTO) en Lunar Topophotomaps van Mare Spumans
Kort na het beeindigen van het Apolloprogramma (NASA) werden een hele reeks gedetailleerde maankaarten gemaakt aan de hand van honderden orbitale hogeresolutiefoto's van het maanoppervlak, genomen tijdens de drie wetenschappelijke missies Apollo 15, Apollo 16 en Apollo 17. Een aantal van deze kaarten tonen kleine en uiterst kleine segmenten van Mare Spumans. De hele reeks LTO kaarten (Lunar Topographic Orthophotomaps) en Lunar Topophotomaps is raadpleegbaar via volgende adressen:
- https://www.lpi.usra.edu/resources/mapcatalog/LTO/
- https://www.lpi.usra.edu/resources/mapcatalog/topophoto/